# Sepedon magerae
Sepedon magerae är en tvåvingeart som beskrevs av Verbeke 1950. Sepedon magerae ingår i släktet Sepedon och familjen kärrflugor. Inga underarter finns listade i Catalogue of Life.